# 기정현
기정현(奇淨賢, 1996년 7월 12일 ~ )은 대한민국의 아이스하키 선수로 서울특별시의 광운중학교, 선덕고등학교를 거쳐 일본의 도요 대학에서 활약하고 있다. 포지션은 수비수이다.

## 생애
기정현은 경기도 수원시 출신으로 탑동초등학교, 광운중학교, 선덕고등학교를 졸업하였다. 현재는 일본 도쿄의 도요 대학에서 선수생활을 이어가고 있다. 친구의 권유로 아이스하키를 시작한 그는 한일 동계스포츠 교류 목적으로 2011년 일본으로 처음 도항한 후, 일본에 관심을 가지게 되었다. 5년 후 일본에 본격적으로 유학을 시작해 도요 대학에 입학하게 되었다.

## 가족관계
- 아버지 : 기승구
- 어머니 : 조수현

## 수상
U18 아이스하키 청소년대표
- 준우승 (2014)